# Lill-Skarptjärnen
Lill-Skarptjärnen är en sjö i Åre kommun i Jämtland och ingår i Indalsälvens huvudavrinningsområde.